# Komm, schöner Tod
Komm, schöner Tod ist ein deutscher Fernsehfilm nach dem Roman Die Erlöser AG von Björn Kern unter der Regie von Friedemann Fromm. Der Film wurde vom ZDF als Dokufiktion über den demografischen Wandel und das Thema Sterbehilfe angekündigt und sollte denselben Titel wie der Roman tragen. Er war für die Hauptsendezeit vorgesehen, wurde dann am 5. April 2012 aber erst um 22:15 Uhr ausgestrahlt.

## Handlung
Berlin, in naher Zukunft. Neben der alltäglichen Kriminalität plagt die Hauptstadt ein immer größer werdendes Problem: Wohin mit den zahlreichen Demenzkranken, die auf den Straßen umherirren und das öffentliche Leben stören? Die Seniorenheime schlagen sich mit dem Pflegenotstand herum. Mobile Einsatzkräfte sammeln die verwirrten Alten zwar auf – aber wo sollen sie hin? Das private Institut Exsolvo wirbt mit einer „neuen“, bahnbrechenden Idee: ein friedliches, begleitetes Sterben wie in alten Zeiten. Der Journalist Jens Kurzhals („J. K.“), der selbst auch seinen dementen Vater pflegt, soll im Dienste von Exsolvo für die nötige Publicity sorgen. Als eine alte Dame, deren „Heimführung“ wie ein Werbefilm inszeniert werden soll, dann aber plötzlich verschwunden ist, macht sich J. K. auf den Weg.

## Kritik
„(Fernseh-)Drama, um Themen wie Überalterung der Gesellschaft, Demenz, Sterbewunsch und Sterbehilfe, das eine soziale Grauzone umschreibt, wobei letztlich die Liebe und das Plädoyer für ein Altern in Würde obsiegen.“